# Камизаска (Леко)
Камизаска је насеље у Италији у округу Леко, региону Ломбардија.
Према процени из 2011. у насељу је живело 665 становника. Насеље се налази на надморској висини од 262 м.